# 羅納德·科夫曼
羅納德·拉斐爾·科夫曼（英語：Ronald Raphael Coifman，1941年6月29日—）是一名以色列裔美國數學家，耶魯大學的菲利普斯數學教授。科夫曼於1965年在日內瓦大學獲得博士學位，導師為約萬·卡拉馬塔。
科夫曼是美國文理科學院、康乃狄克州科學與工程學院和美國國家科學院的院士，他也是1996年DARPA持續卓越獎、1996年康乃狄克州科學獎、1999年國際工業與應用科學學會先鋒獎及1999年美國國家科學獎章的獲獎者。
2013年，科夫曼與其他人共同創辦了ThetaRay，一家電腦安全和大數據分析公司。
2018年，科夫曼獲頒肖克數學獎。

## 外部連結
- Scientific Data Has Become So Complex, We Have to Invent New Math to Deal With It （页面存档备份，存于）, Wired